# Tihany (półwysep)

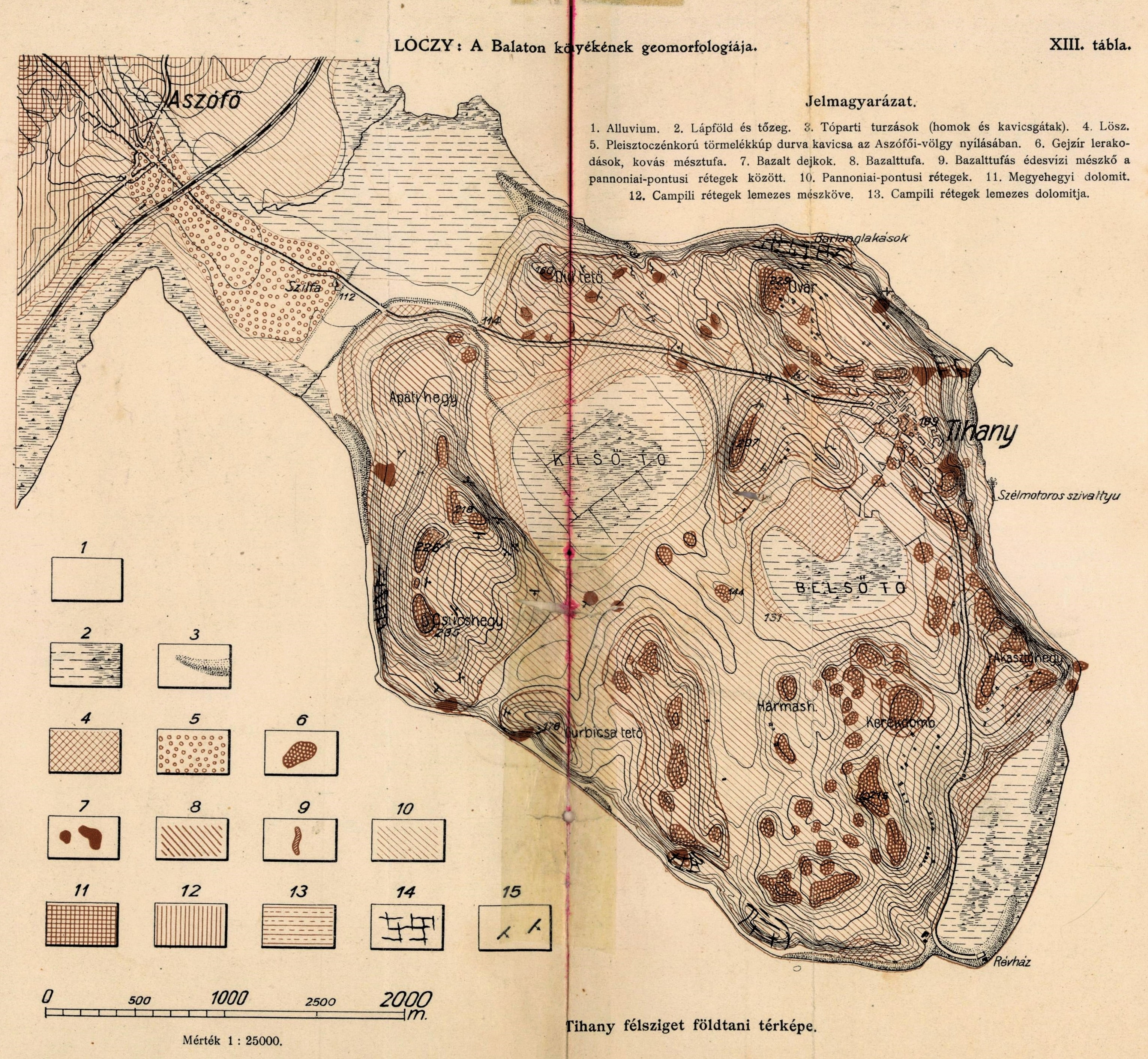
Półwysep Tihany na mapie z 1896 r.

Tihany (węg. Tihanyi-félsziget) – półwysep na jeziorze Balaton na Węgrzech. Wyrasta z północnego brzegu jeziora w kierunku południowym i sięgając na odległość ok. 1,5 km od brzegu południowego dzieli je na dwie części. Długość ok. 5,5 km, największa szerokość ok. 3,5 km. Z lądem łączy się wąskim, bagnistym przesmykiem. W przeszłości, przy wyższym stanie wód Balatonu, dzisiejszy półwysep był w istocie wyspą. Najwyższy punkt półwyspu, wzniesienie Csúcs-hegy w zachodniej części półwyspu, leży na wysokości 232 m n.p.m., a więc blisko 130 m powyżej poziomu Balatonu. Kilka innych wzgórz sięga lub nieznacznie przekracza poziomicę 200 m n.p.m.
Zbudowany głównie z bazaltów i tufów wulkanicznych cały półwysep obfituje w liczne ślady dawnej aktywności wulkanicznej i postwulkanicznej. M. in. znaleziono tu pozostałości ok. 110 trzeciorzędowych i młodszych gejzerów w postaci kilku- kilkunastometrowej wysokości stożków, zbudowanych z krzemionki i węglanu wapnia, wytrąconych z gorącej wody. Największy z nich, o wysokości 30 m, zwany jest "Złotym Domem" (węg. Aranyhaz) - na skutek intensywnie żółtej barwy pokrywających go porostów. Inną osobliwością przyrodniczą półwyspu są również leżące na nim dwa jeziora, powstałe w kalderach dawnych wulkanów: Belső-tó (z węg. Jezioro Wewnętrzne) oraz Külső-tó (z węg. Jezioro Zewnętrzne).
We wschodniej części półwyspu leży wieś Tihany, znana m.in. z dawnej zabudowy chłopskiej z przełomu XVIII i XIX w. oraz starego opactwa benedyktynów. W części zachodniej wznoszą się kamienne ruiny romańskiego kościoła parafialnego dawnej gminy Apáti, zbudowanego w 1267 r. Na południowym cyplu półwyspu znajduje się port jachtowy i ruchliwa przystań balatońskiej białej floty (m.in. kursy promowe na południowy brzeg Balatonu), a wokół nich szereg hoteli i in. obiektów turystycznych.
W 1952 r. półwysep Tihany został ogłoszony - jako pierwszy na Węgrzech - parkiem narodowym. Obecnie (od 1997 r.) cały półwysep leży w granicach Parku Narodowego Wzgórz Balatońskich (węg. Balaton-felvidéki Nemzeti Park).